# ۱۲۷۸ (قمری)
۱۲۷۸ (قمری)، هزار و دویست و هفتاد و هشتمین سال در گاهشماری هجری قمری است. اول محرم این سال برابر با نهم ژوئیه سال ۱۸۶۱ میلادی است.

## وابسته
- جنگ مرو